# Neckera sundaensis
Neckera sundaensis är en bladmossart som beskrevs av C. Müller 1856. Neckera sundaensis ingår i släktet fjädermossor, och familjen Neckeraceae. Inga underarter finns listade i Catalogue of Life.